# ملفالان فلوفنامید
ملفالان فلوفنامید (انگلیسی: Melphalan flufenamide) که با نام‌های تجاری «پپاکستو» و «پپاکستی» فروخته می‌شود، یک داروی شیمی‌درمانی است که برای درمان مولتیپل میلوما استفاده می‌شود.
شایع‌ترین عوارض جانبی شامل خستگی، حالت تهوع، اسهال، افزایش دمای بدن و عفونت‌های دستگاه تنفسی است.
ملفالان فلوفنامید در فوریه ۲۰۲۱ در ایالات متحده و در اوت ۲۰۲۲ در اتحادیه اروپا برای مصارف پزشکی تأیید شد.